# 168
Римська імперія •  Парфянське царство •  Кушанське царство •  Східна Хань •  Сармати

## Геополітична ситуація
У Римській імперії восьмий рік правлять  співімператори Луцій Вер (до 169) та Марк Аврелій (до 180). Імперія  займає Апеннінський, Піренейський та Балканський півострови, Галлію, частину Британії, Близький Схід, Північну Африку включно з Єгиптом. В імперії лютує чума Антоніна. Пограничні області опинилися під натиском германців. 
Наймогутніша держава центральної Азії — Парфянське царство. Наймогутніша держава Індостану — Кушанське царство. Династія Хань править у Китаї.  Корейський півострів ділять між собою Три корейські держави. 
Триває докласичний період цивілізації мая.
На території майбутньої України, в степах Причорномор'я, кочують сармати, північніше — племена Черняхівської культури.

## Події

### Римська імперія
- Консулами у Римі були Луцій Венулей Апроніан Октавій Пріск та Луцій Сергій Павло.
- Обидва римські співімператори перебували серед військ на війні з германцями, розмістивши свій похідний табір в Аквілеї.
- Римське військо перейшло через Альпи  й втихомирило маркоманів у Карнунті на північ від  Дунаю.
- Через розгул епідемії імператор Марк Аврелій викликав Галена в Італію.

### Азія
- Імператором Китаю з династії Хань після смерті Хуань-ді став Лю Хун за регентства імператриці-вдови Доу Мяо.
- Спроба Доу Мяо забрати владу у євнухів завершилася невдало. Імператрицю-вдову та весь її рід відсторонили від правління.